# Semimembranosus
Semimembranosus är en av de tre hamstringsmusklerna på lårets baksida. De andra två hamstringsmusklerna är biceps femoris och semitendinosus. 
Muskelns ursprung är en tjock sena i tuber ischiadicum (sittbensknölen) och fästet är dorsalt på skenbenets (tibias) mediala epikondyl, det vill säga på baksidan av underbenets inre knöl. Senan till fästet har också en insprängning i knäets ledkapsel där den utgör en del av ligamentum popliteum obliquum (ett ligament i knäleden). Några avstickare från fascian kan ibland utgöra en del av knäskålshållaren (mediala patellarretinaklet). 
Muskeln innerveras av ischiasnervens skenbensgren.
Muskeln ger böjning (flexion) av benet vid knäet och inåtroterar underbenet i dess böjda läge. Den ger sträckning (extension) av höftleden. Med böjt knä och höft ger den sträckning av bålen. 
Skador på muskeln, såsom sträckning och bristningar är vanlig bland idrottare. För att motverka skador vid hårda träningspass rekommenderas en inledande löprunda.